# Calmels-et-le-Viala
Calmels-et-le-Viala – miejscowość i gmina we Francji, w regionie Oksytania, w departamencie Aveyron. W 2013 roku jej populacja wynosiła 232 mieszkańców. Gmina położona jest na terenie Parku Regionalnego Grands Causses. 